# Haplopacha cinerea
Haplopacha cinerea är en fjärilsart som beskrevs av Aurivillius 1905. Haplopacha cinerea ingår i släktet Haplopacha och familjen ädelspinnare. Inga underarter finns listade i Catalogue of Life.